# クリスティアン・フォン・ブラウンシュヴァイク＝ヴォルフェンビュッテル
クリスティアン・フォン・ブラウンシュヴァイク＝ヴォルフェンビュッテル（ドイツ語：Christian von Braunschweig-Wolfenbüttel, 1599年9月20日 - 1626年6月16日）は、ブラウンシュヴァイク＝リューネブルク公の1人で、ハルバーシュタット司教。ドイツの三十年戦争におけるプロテスタント派指導者。「狂信者（der Tolle）」、「無法者の公爵（wilde Herzog）」と呼ばれた。
ヴォルフェンビュッテル侯ハインリヒ・ユリウスとデンマーク・ノルウェー王フレゼリク2世の娘エリサベトとの間の3男として、グレーニンゲンに生まれた。ヴォルフェンビュッテル侯フリードリヒ・ウルリヒは兄。

## 生涯

### 三十年戦争に参戦
父の死後、クリスティアンは母方の叔父のデンマーク・ノルウェー王クリスチャン4世の元で教育され、ヘルムシュテット大学に入学した。一族のハルバーシュタット司教ルドルフが1616年に死ぬと、プロテスタント信徒ながらクリスティアンが後継としてハルバーシュタット司教領の監督に選出された。司教領の監督職を得た事でクリスティアンは豊かな財源を自由に出来るようになり、彼はこの財源を背景に軍事指導者として活躍した。
1621年、クリスティアンはオラニエ公マウリッツの軍隊に加わり、ネーデルラントでスペイン軍と戦った。その後、クリスティアンは自分の軍隊を組織し、ボヘミア王兼プファルツ選帝侯フリードリヒ5世配下の将軍として3つの重要な戦闘に参加した。ヘーヒストの戦い（1622年）、フルーリュスの戦い（1622年）、そしてシュタットローンの戦い（1623年）である。
クリスティアンはフランス＝ドイツ国境、ネーデルラント全域での略奪や焼き討ちに加わり、傭兵隊長エルンスト・フォン・マンスフェルト伯爵と一緒にカトリック軍のティリー伯とヘーヒスト及びシュタットローンで戦ったが、2度とも敗れている。しかしフルーリュスでは大きな勝利を挙げ、彼の活躍のおかげでプロテスタント派の拠点都市ベルゲン・オプ・ゾームは解放された。
騎兵戦を好むクリスティアンは、残酷な乱暴者だと敵のカトリック派から非難された。カトリック派の敵達は彼の戦争での野蛮ぶりから、彼に「狂信者」のあだ名をつけた。この評判はおそらく皇帝派のパンフレットが出所であり、一部の人々はこの評判を不当なものだと考えている。

### 戦役（1622年 - 1623年）
1621年、クリスティアンは前年の1620年にビーラー・ホラの戦いで大敗してボヘミア王位を追われたフリードリヒ5世の配下に入った。フリードリヒ5世は1618年に反乱を開始したボヘミアのプロテスタント派の指導者であった。クリスティアンがフリードリヒ5世に仕えるようになった理由は議論があるが、彼は戦役に加わる以前にフリードリヒ5世の美貌の妻エリザベスに騎士道上の愛を誓っており、これが影響した可能性はある。エリザベスの父親であるイングランド王ジェームズ1世は娘婿の戦争に協力する為、サー・ホレス・ヴィアー率いる軍隊数千人をプファルツ選帝侯領に送り込んでいた。
1621年末までにクリスティアンは1万人の兵を募る事が出来た。彼は自軍と共にヴェストファーレンで冬を過ごし、ミュンスター司教区とパーダーボルン司教区で多くの富を収奪した。クリスティアンの軍事活動は、マンスフェルトがクリスティアンの軍隊と自軍の連携を求めた1622年に始まった。マンスフェルトは同盟者のバーデン＝ドゥルラハ辺境伯ゲオルク・フリードリヒがヴィンプフェンの戦いで大敗して自軍を壊滅させて以後、特にクリスティアンを頼みにするようになった。
クリスティアンとマンスフェルトは1622年6月22日のヘーヒストの戦いで共同して戦った。クリスティアンはこの戦いで大敗し、彼とその軍勢は激しい追撃を受けつつマイン川を渡って退避し、食糧を全て失ったにもかかわらず、軍勢の大半が生き残る事が出来た。しかしプファルツはがら空きとなり、ティリー伯率いるカトリック軍がプファルツの首都ハイデルベルクを陥落させ、フリードリヒ5世が三十年戦争から手を引かざるを得なくなると、新しく組織されたプロテスタント連合軍はアルザスに拠点を移した。
アルザス地方で激しい略奪と破壊行為を働いた後、クリスティアンとマンスフェルトは北のロレーヌに移った。両者はスペイン軍がベルゲン・オプ・ゾームを包囲したニュースを耳にすると同市に進軍し、8月29日にフルーリュスの戦いでスペイン軍と交戦した。この戦いの最中に、クリスティアンは有名な勇気と不屈の精神を発揮し、フェルナンデス・デ・コルドバ将軍が指揮するスペイン軍の戦線に騎兵部隊を引き連れ4度突入しながら失敗したが、5度目の突入でスペイン軍の戦線を破り、10月にはベルゲン・オプ・ゾームを解放する事に成功した。勝利したとはいえこの戦いでクリスティアンの歩兵隊の大部分と騎兵隊一隊が失われ、戦後クリスティアンは1622年から1623年にかけての冬をスペイン領ネーデルラントで過ごし、軍隊を静養させ、新たな兵を補給した。1623年の春には、クリスティアンの軍は約1万5000人になっていた。
1623年の春、クリスティアン、マンスフェルト、トランシルヴァニア公ベトレン・ガーボルとその同盟者トゥルン伯爵のあいだで、フリードリヒ5世主導のプロテスタント派によるボヘミア再奪取が計画され始めた。この計画はプロテスタントが劣勢な三十年戦争の情勢を打開する目的もあったが、ティリーがこの計画を聞きつけてニーダーザクセンに陣取った事で最初から困難に陥った上、クリスティアンはマンスフェルトから、自軍に払う金がなく遠征などままならないので北に留まる事にすると告げられ劣勢を強いられた。
ティリーの軍隊に数の上でも規律でも劣っていたクリスティアン軍は、とりあえず比較的安全なオランダに留まった。しかし、クリスティアンはティリーに裏をかかれてオランダ国境で追いつかれ、勇猛さを発揮したものの、8月6日のシュタットローンの戦いで敗北した。この戦いでクリスティアン軍1万5000人のうち無事だったのは2000人程度で、後は戦死か捕虜となった。自軍を壊滅に追い込まれたクリスティアンは、生き残った軍勢を連れてハーグに逃亡した。

### 敗北、死
クリスティアンの敗北により、三十年戦争における「プファルツ期」、つまりプロテスタント反乱の時期は終わった。シュタットローンの戦いから3週間後、フリードリヒ5世は神聖ローマ皇帝フェルディナント2世との休戦協定にサインし、プロテスタント側の反乱を終わらせる事を約束した。この協定以後、神聖ローマ帝国はカトリック陣営によって支配されるかに思われる状況であった。マンスフェルトは協定締結後まもなく自軍を解散したが、1624年に諸外国が対ハプスブルク同盟を締結、1625年にデンマーク、オランダ、イングランドが戦争に参加した。
オランダやデンマーク王クリスチャン4世はクリスティアンやマンスフェルトを戦争に復帰させようとし、クリスティアンに多額の財政援助を与えた。1626年、クリスティアンはヘッセン＝カッセル方伯モーリッツを味方につけてティリーの背後を奇襲する役割を命じられて取り掛かったが、ヘッセンにいたティリーに狙われ退却、ヘッセンに到着したがモーリッツから合力を拒絶され、行く当てが無くなりヴォルフェンビュッテルに進軍、そこで予てから罹っていた熱病から重篤となり亡くなった。26歳だった。
クリスティアンの死でプロテスタント軍の一角が崩れ、マンスフェルト、クリスチャン4世もカトリック軍に敗北して戦力を失い、デンマーク戦争はカトリックの勝利に終わったが、皇帝の権力強化策に反発した諸侯と外国によるドイツへの干渉は続き、三十年戦争は激化の一途を辿った。